# ClearType
ClearType é a implementação da tecnologia de renderização subpixel da Microsoft, com o objetivo de melhorar a aparência do texto sobre determinados tipos de telas de computador, especialmente dos monitores de tela plana LCD. 
ClearType, uma marca registrada da Microsoft, foi anunciada pela primeira vez em novembro de 1998 na exposição COMDEX. A tecnologia foi introduzida pela primeira como software, em Janeiro de 2000 como uma funcionalidade sempre ativa do Microsoft Reader, que foi liberado ao público em Agosto de 2000. O ClearType mais tarde foi introduzido no sistema operacional no Windows XP, onde era mantido desligado por predefinição. No Windows Vista, ClearType é ativado por padrão. No Microsoft Office 2007 e no Internet Explorer 7, ClearType é ativado por padrão, mesmo se não for ativado em todo o sistema operacional. O ClearType é também um componente integrado ao Windows Presentation Foundation text-rendering engine.

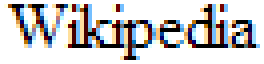
Palavra "Wikipedia" renderizada utilizando a tecnologia ClearType